# J. D. Tippit
J. D. Tippit (18 de setembro de 1924 — 22 de novembro de 1963) foi um policial incorporado ao Departamento de Polícia de Dallas. De acordo com diversas investigações realizadas pelo governo dos Estados Unidos, inclusive a Warren Commission, ele foi baleado e morto por Lee Harvey Oswald ao tentar detê-lo após o assassinato de John F. Kennedy.

## Biografia
Filho dos fazendeiros Edgar Lee Tippit e Lizzie Mae Rush, J. D. nasceu em Clarksville, no condado de Red River, Texas. Apesar de suposições de que seu nome fosse "Jefferson Davis", a abreviação na verdade não possuía nenhum significado em particular. Alistou-se no Exército dos Estados Unidos em 21 de julho de 1944, sendo incorporado na 513th Parachute Infantry Regiment da 17th Airborne Division. Combateu na Operação Varsity, a travessia aérea do Rio Reno em março de 1945. Condecorado com uma Estrela de Bronze, permaneceu na ativa até 20 de junho de 1946.
Em 26 de dezembro de 1946, Tippit casou-se com Marie Frances Gaswat, tendo com ela três filhos. Passou por diversos empregos, até ser contratado como patrulheiro pelo Departamento de Polícia de Dallas em 28 de julho de 1952. Na época de sua morte, ele estava assignado ao veículo n° 10, portava o distintivo n° 848, e recebia um salário de 5 880 dólares por ano, trabalhando também em dois outros empregos de meio período.

## Assassinato
Em 22 de novembro de 1963, Tippit cumpria seu patrulhamento de rotina em Oak Cliff, um bairro residencial de Dallas. Às 12h45, quinze minutos após o assassinato de Kennedy, ele recebeu pelo rádio ordens de se dirigir para a região central de Oak Cliff como parte das manobras de concentração policial no centro da cidade. Às 12h54, Tippit informou que havia cumprido o ordenado. Já então diversas mensagens haviam sido transmitidas com a descrição do suspeito do assassinato: um homem branco, em torno de 30 anos, medindo 1,78m e pesando em torno de 75 kg.
Entre 13h11 e 13h14, Tippit estava guiando lentamente pela 10th Street em Oak Cliff quando, aproximadamente a 30 metros da interseção entre a 10th e a Patton Avenue, ele parou junto a Lee Harvey Oswald, que seguia na mesma direção. Oswald, que se encaixava na descrição do suspeito, andou até o carro e aparentemente conversou com Tippit pela janela. O policial abriu a porta do lado esquerdo e começou a dar a volta pela frente do carro. Enquanto ele passava pelas rodas dianteiras do lado do motorista, Oswald sacou um revólver e efetuou diversos disparos, atingindo Tippit três vezes no tórax. Ele então caminhou até o corpo caído do policial e disparou diretamente contra sua cabeça, matando-o instantaneamente.
Doze pessoas testemunharam o tiroteio e os momentos posteriores a ele. Domingo Benavides viu um policial parado próximo à porta de sua viatura estacionada, enquanto um homem permanecia perto do lado direito do carro. Ao ouvir os disparos e ver o policial caindo, ele parou sua caminhonete do outro lado da rua, próximo ao carro de Tippit. Ele então observou o atirador deixar o local, removendo os cartuchos vazios de seu revólver enquanto caminhava. Após esperar em seu veículo até que o homem armado desaparecesse de vista, Benavides correu em direção a Tippit, e vendo-o aparentemente morto, tentou reportar o tiroteio para a delegacia usando o rádio da viatura. Helen Markham testemunhou o tiroteio e então viu um homem com uma arma de fogo na mão deixar a cena do crime. Posteriormente, com Oswald já capturado, ela o reconheceu entre uma fileira de suspeitos apresentada pela polícia. Barbara Jeanette Davis e sua cunhada Virginia Davis ouviram os disparos e viram o assassino cruzando seu quintal e balançando um revólver, como se estivesse esvaziando o tambor dos cartuchos vazios. Mais tarde, elas encontraram uma das cápsulas próxima à cena do crime, encaminhando-a para a polícia. Na tarde de 22 de novembro, as duas participaram de um reconhecimento promovido pela polícia, identificando Oswald entre outros três suspeitos como o homem que cruzou seu quintal com a arma em mãos.

## Consequências
Na tarde do assassinato, a viúva de Tippit recebeu um telefonema de Lyndon B. Johnson, que expressou a ela suas condolências. Ela recebeu também uma carta de Jacqueline Kennedy, exprimindo tristeza pelo luto compartilhado por ambas. As dificuldades financeiras da família Tippit comoveram os Estados Unidos, e um total de US$ 647 579 (US$ 4,5 milhões em 2009) foi doado a eles após o crime. Um dos valores mais altos foram os US$ 25 000 (US$ 176 000 em 2009) doados por Abraham Zapruder após ele ter vendido seu filme que registrou o assassinato do presidente.
O velório foi realizado em 25 de novembro de 1963 na Beckley Hills Baptist Church, seguido pelo sepultamento no Laurel Land Memorial Park em Dallas.
Em janeiro de 1964, Tippit foi condecorado postumamente com a Medalha de Valor pelo Hall da Fama da Polícia Americana, recebendo também a Medalha de Honra da Polícia, a Cruz da Polícia e o Prêmio de Heroísmo da Comissão Cidadã de Tráfego.
A viúva de Tippit casou-se com o tenente de polícia Harry Dean Thomas em janeiro de 1967.